# Maghnus Ua Conchobair
Maghnus Ua Conchobair, Príncipe de Connacht, murió en 1181.

## Orígenes familiares
Maghnus era hijo del rey Tairrdelbach Ua Conchobair (1088-1156) y una de sus seis mujeres. 

## Crich Coirpre
Maghnus y su hermano, Brian Luighnech Ua Conchobhair, fueron asesinados en la batalla de Crich Coirpre en el condado de Sligo por el rey Flaithbertaigh de Tyrconnell. La batalla tuvo lugar "el sábado antes de Whitsuntide (Pentecostés)", "Dieciséis de los hijos de los señores y caudillos de Connacht fueron muertos por los Kinel Connell, así como muchos otros, tanto nobles como plebeyos".
A raíz de esta batalla, "Ellos (los Cenel Conaill) mantuvieron a los Connacianos bajo esclavitud por largo tiempo." Entre los muertos notables estaban dos hijos de Aed Ua Conchobair, Aed mac Conchobair Ua Cellaigh, Gilla Crist Ua Roduibh, Eachmarchach Ua Murray, un hijo de Mortough Ua Conchobair, "tres de los O'Mulrenins; los dos Mac Gillaboys; y Hugh, hijo de Hugh, que era hijo de Roderic, junto con muchos otros de la nobleza".
El hijo de Brian Luighneach, Donogh, también murió.

## Hijos y descendientes
Los descendientes de Maghnus fueron conocidos como el Clann Maghnusa (LNG, pp. 398–99), a los que Jaski identifica como Mac Magnusa de Tir Tuathail (EIKS, p. 316). Esto les colocaría en Roscommon. Hoy, miembros de las familias McManus, MacManus y MacManners trazan su linaje hasta los hijos de Maghnus. 
Magnus tuvo los siguientes descendientes conocidos:
- Muircheartach - Vivo en 1230
- Diarmaid - Su hijo Manus fue asesinado en 1237. Otro hijo, Conchobair, fue asesinado en 1279
- Domnall - Un bisnieto, Teige, un hombre distinguido por su hospitalidad, fue muerto [en 1307) por Cathal, hijo de Donnell, hijo de Teige O'Conor.
- Riocaird - En el Leabhar na nGenealach, Dubhaltach MacFhirbhisigh declara que un clann Riocaird es de Riocard s. Maghnus s. Toirdhealbhach Mor; De él fue el primero nombrado, i.e., era llamado Clann Riocaird, ya que era por (?) y de aquel Clann Riocard que los Meic Cathail Leithdheirg vinieron. Riocaird no aparece en los anales.